# Pace Pace
Pace Pace (spesso, in veneziano, Pase Pase; ... – Venezia, dopo il 1617) è stato un pittore italiano, attivo a Venezia tra la fine del Cinquecento e l'inizio del Seicento.

## Biografia
È attestato per la prima volta nelle liste degli iscritti all'arte dei pittori del 1594 («Pase Pase di Felippo Bontecchi»). Sulla base di ciò è possibile collocare la sua data di nascita prima della metà degli anni 1570; secondo Hans Dieter Huber era coetaneo di Francesco Montemezzano e Antonio Vassilacchi, pertanto potrebbe essere venuto al mondo non più tardi del 1555.
La sua parentela con il pittore Gian Paolo Pace, attivo nella metà del Cinquecento, non è confermabile, né quella con i pittori Giorgio e Antonio Pace, i cui nomi compaiono nelle matricole dell'arte nella prima metà del Seicento.
Data la scarsità di notizie, è possibile ricostruire il suo percorso formativo solo per via ipotetica. Probabilmente fece apprendistato nella bottega dei Caliari, e in effetti due documenti del 1598 dimostrano il rapporto di familiarità che intratteneva con questi ultimi: il 1º e il 27 maggio fu testimone al testamento di Benedetto Caliari e nel giugno presenziò alla stipula dei patti nuziali tra Gabriele Caliari e Angela Galini.
La prima commissione nota è del 1594 e riguarda la pala commissionata alla Scuola Grande dei Carmini, di cui lo stesso Pace era confratello, per l'altare maggiore della chiesa dei Carmini. La grande tela fu iniziata dopo il 1597 (quando la Scuola, in difficoltà economiche, fu costretta a finanziare l'opera con parte delle elemosine) e venne conclusa prima del 1604 (in quell'anno è menzionata da Giovanni Stringa come «di recente fattura»). L'opera raffigura la Vergine che consegna lo scapolare a san Simone Stock nella parte superiore, mentre in basso si colloca la Liberazione delle anime dal Purgatorio; quest'ultima sezione è interessante per il notevole espressionismo nella fisiognomica delle figure, uno dei pochi tratti personali del Pace che, per il resto, riprende passivamente le lezioni veronesiane.
Dello stesso periodo è il Martirio di san Sebastiano, esposto alle Gallerie dell'Accademia e in origine collocata nella demolita chiesa di San Francesco della Croce (almeno secondo gli inventari ottocenteschi). L'opera fu forse realizzata alla fine dei lavori di restauro del luogo di culto, non prima della metà degli anni 1590; il fatto che non si tratti di un'opera della maturità è confermato dallo stile, ancora fortemente influenzato da Gabriele Caliari e soprattutto da Antonio Vassilacchi il quale aveva realizzato una pala con lo stesso soggetto per la chiesa di San Giovanni evangelista.
Sempre da San Francesco della Croce proviene un telero con la Lavanda dei piedi (passato alle Gallerie dell'Accademia e oggi nel deposito della chiesa dei Filippini di Chioggia) commissionata, forse, dalla Confraternita del Sacramento. Viene posta nella maturità dell'artista (anni 1610) in quanto nettamente distante dal Martirio di San Sebastiano: figure squadrate, pose rigide, mancanza di profondità e uniformità tonale.
Al Pace si deve anche un disegno a inchiostro e acquerello, assai deteriorato, con Cristo che compie alcuni miracoli davanti agli apostoli. Questo lavoro presenta delle analogie con un gruppo di bozzetti conservati agli Uffizi, ma non ci sono ancora elementi certi per poterli attribuirli al pittore.
Non si conoscono altre sue opere, anche per la scarsa attenzione che la critica contemporanea ha riservato all'arte del suo periodo. Non è inverosimile un suo intervento nei lavori usciti dalla bottega dei Caliari, per esempio nell'Immacolata della parrocchiale di Liettoli tradizionalmente ritenuta di Gabriele Caliari.
Viene assegnata al Pace a seguito dei lavori di restauro del 2017, la pala Incoronazione della Vergine conservata nella chiesa della Santissima Trinità.
L'ultima notizia sul suo conto è del 1617, quando risulta ancora iscritto all'arte dei pittori. Morì probabilmente poco dopo.